# Coffee Talk
Coffee Talk é um romance visual desenvolvido pelo estúdio independente indonésio Toge Productions, lançada em 29 de janeiro de 2020 para Microsoft Windows, macOS, Nintendo Switch, PlayStation 4 e Xbox One. O jogo foi lançado no Japão para o Nintendo Switch um dia depois, em 30 de janeiro de 2020. O jogo segue um barista que trabalha em uma cafeteria em uma versão de fantasia de Seattle, ouvindo as preocupações dos diversos clientes da cafeteria e preparando bebidas. O jogo apresenta uma estética inspirada em animes dos anos 90, arte em pixel e o gênero musical lo-fi chillhop.[carece de fontes?]
Uma sequência, intitulada Coffee Talk Episode 2: Hibiscus & Butterfly, foi lançada em 20 de abril de 2023.

## Trama
O jogo segue um barista que é o proprietário e único funcionário da cafeteria homônima Coffee Talk, localizada em Seattle, Washington, em uma versão fantástica do mundo real povoada por uma ampla variedade de raças fantásticas, como elfos, orcs, sereias, entre outros.[carece de fontes?] Vários membros dessas raças atuam como clientes da cafeteria. A trama do jogo se desenvolve ao longo de vários dias, nos quais diversos personagens visitam a cafeteria e discutem suas preocupações com o barista e entre si. Os personagens do jogo incluem: Freya, uma mulher fada e jornalista do jornal fictício The Evening Whispers, além de aspirante a escritora de ficção. Jorji, um policial local que visita a cafeteria regularmente. Rachel, uma ex-integrante de uma banda de garotas que está tentando iniciar uma carreira solo. Hendry, pai de Rachel e uma figura importante na indústria musical que quer proteger sua filha. Neil, um alienígena que visita a Terra com a missão de se reproduzir com seus habitantes. Hyde, um vampiro imortal que trabalha como modelo e é o antigo empregador de Gala, um lobisomem veterano que costumava ser guarda-costas de Hyde e agora tenta se curar ajudando os outros. Myrtle, uma orc que trabalha no jogo fictício Full Metal Panic e é muito focada em seu trabalho.Aqua, uma jovem sereia extremamente tímida, mas muito apaixonada pelo avanço da tecnologia, desenvolvedora de jogos independentes e amante da série Full Metal Panic. Um jovem casal formado por Lua, uma succubus, e Baileys, uma elfa, cujas famílias não aprovam o relacionamento devido às diferenças raciais.

## Jogabilidade
A jogabilidade de Coffee Talk é a de um romance visual, e consiste principalmente em ler diálogos. Os diálogos são interrompidos periodicamente com um minijogo em que o jogador prepara várias bebidas com os ingredientes disponíveis na cafeteria. Algumas bebidas dão ao jogador a opção de criar um arte latte. As bebidas preparadas pelo jogador podem influenciar os acontecimentos da trama do jogo, tornando esse minijogo o principal meio de interação que o jogador tem com o jogo.[carece de fontes?]
Além disso, o jogador tem um smartphone que pode consultar a qualquer momento. A partir do smartphone, é possível ver os perfis das redes sociais dos personagens do jogo, consultar uma lista de receitas de bebidas conhecidas, ler as ficções publicadas no jornal fictício do jogo e trocar a música que está tocando na cafeteria.

## Desenvolvimento
Coffee Talk foi desenvolvido pela Toge Productions. De acordo com Lasheli Dwitri, responsável pelas relações públicas no estúdio independente, o objetivo com Coffee Talk era criar um ambiente onde as pessoas pudessem se sentir confortáveis e acolhidas, como se estivessem sentadas em um café aconchegante enquanto tomam uma xícara de café.
Um programa de TV japonês intitulado Midnight Diner serviu como a maior influência para Coffee Talk. A história de Midnight Diner gira em torno de um chef em um restaurante que só abre à meia-noite e sua interação com a vida dos clientes.
Para criar um senso de pertencimento com jogadores de todo o mundo, o jogo apresenta várias bebidas reais de diferentes culturas, como masala chai da Índia, teh tarik da Malásia e shai Adeni do Iêmen. Em Coffee Talk, além dos humanos, existem raças de fantasia, como elfos, súcubos, orcs, vampiros e lobisomens. Uma das razões para adicioná-las foi representar experiências da vida real. Apesar de serem personagens de fantasia, o estúdio tentou tornar os conflitos no jogo o mais realistas possível.
Mohammad Fahmi, o principal criador e desenvolvedor de Coffee Talk, faleceu em março de 2022.

## Recepção
Coffee Talk recebeu "críticas mistas ou médias" e "geralmente positivas", de acordo com o agregador de análises Metacritic.
Em sua análise para a Game Informer, Kimberley Wallace deu uma avaliação positiva ao jogo, chamando-o de "uma experiência interessante" e mencionando que alguns tópicos no jogo poderiam ter sido explorados com mais profundidade. Ela também elogiou os personagens do jogo.
Chris Moyse, do Destructoid, deu ao Coffee Talk uma análise mista, dizendo que o jogo "é uma mistura desigual", mencionando a falta de foco como um aspecto negativo do jogo. Ele continua afirmando que as "filosofias casuais do jogo às vezes podem ser difíceis de engolir, [mas] ótimos visuais, modos secundários divertidos e um preço acessível sugerem que, para alguns leitores, Coffee Talk ainda será uma experiência agradável".

## Sequência
Uma sequência intitulada "Coffee Talk Episode 2: Hibiscus & Butterfly" foi anunciada em 31 de agosto de 2021. Uma demonstração do jogo foi lançada em 17 de janeiro de 2022. A versão completa do jogo foi lançada em 20 de abril de 2023 para Microsoft Windows, Nintendo Switch, PlayStation 4 e Xbox One. [carece de fontes?]